# Раполцел
Раполцел (рум. Rapolțel) — село у повіті Хунедоара в Румунії. Входить до складу комуни Раполту-Маре.
Село розташоване на відстані 287 км на північний захід від Бухареста, 11 км на схід від Деви, 107 км на південний захід від Клуж-Напоки, 142 км на схід від Тімішоари.

## Населення
За даними перепису населення 2002 року у селі проживали 248 осіб. Усі жителі села рідною мовою назвали румунську.
Національний склад населення села:
| Національність | Кількість осіб | Відсоток |
| -------------- | -------------- | -------- |
| румуни         | 240            | 96,8%    |
| цигани         | 8              | 3,2%     |